# La Rectoria (Premià de Dalt)
La Rectoria és una obra de Premià de Dalt (Maresme) protegida com a bé cultural d'interès local.

## Descripció
És un edifici civil. Casa adaptada al pendent del carrer. Formada per una planta baixa, un pis i unes golfes i coberta amb teulada de dues vessants amb el carener perpendicular a la façana. A la part posterior de l'edifici presenta un cos adossat. Conserva un portal rodó dovellat i les finestres del primer pis i la planta baixa amb les llindes, brancals i ampits realitzats amb carreus de pedra, igual que els angles de l'edifici. Sobre la façana hi ha un rellotge de sol esgrafiat amb una llegenda bastant deteriorada. L'entrada principal no queda a ran de carrer sinó que s'hi accedeix a través de tres esglaons.
L'actual rectoria havia estat anteriorment el primer Ajuntament de Premià de Dalt.